# Aerides crispa
Aerides crispa är en orkidéart som beskrevs av John Lindley. Aerides crispa ingår i släktet Aerides och familjen orkidéer. Inga underarter finns listade i Catalogue of Life.

## Bildgalleri

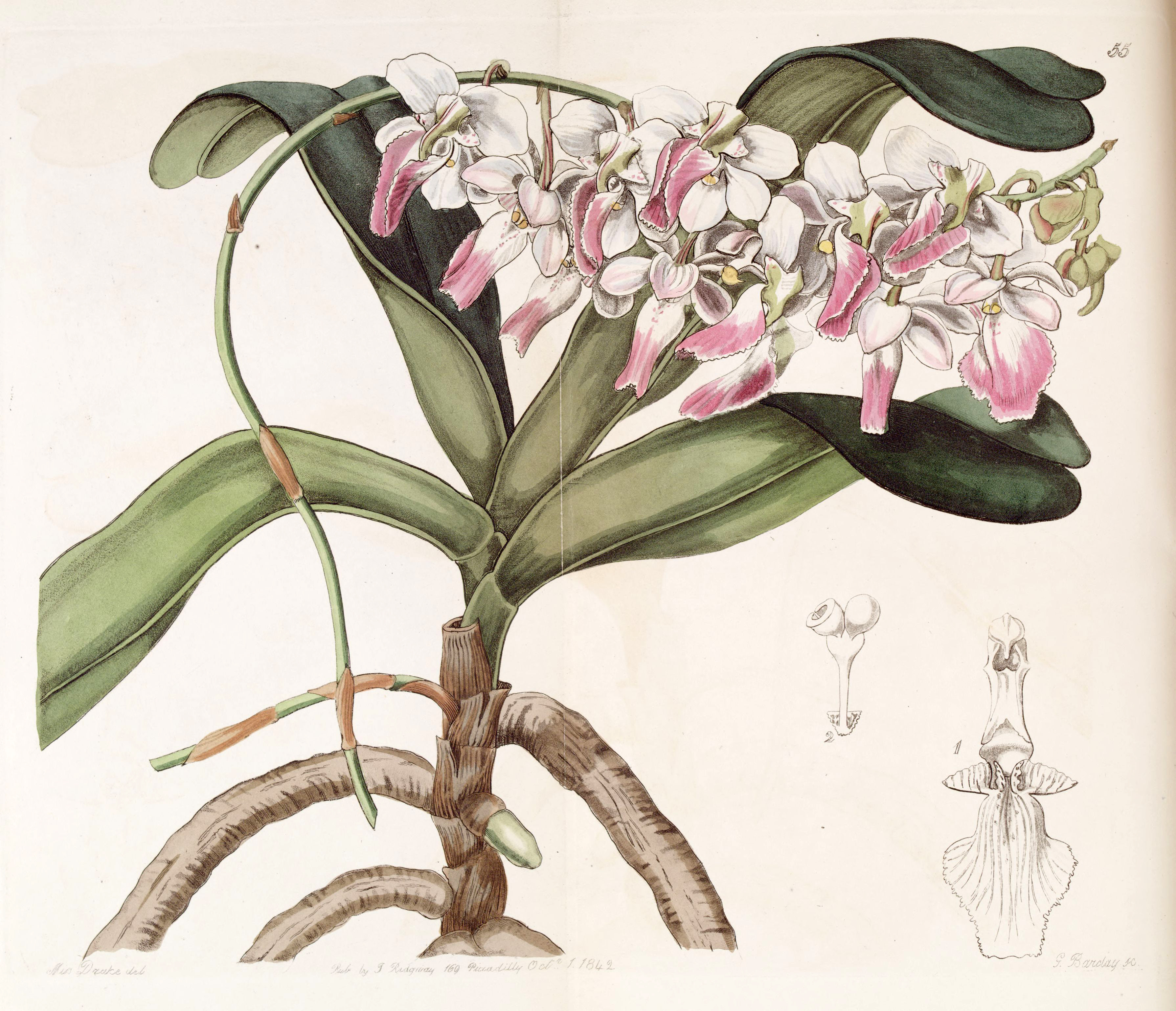
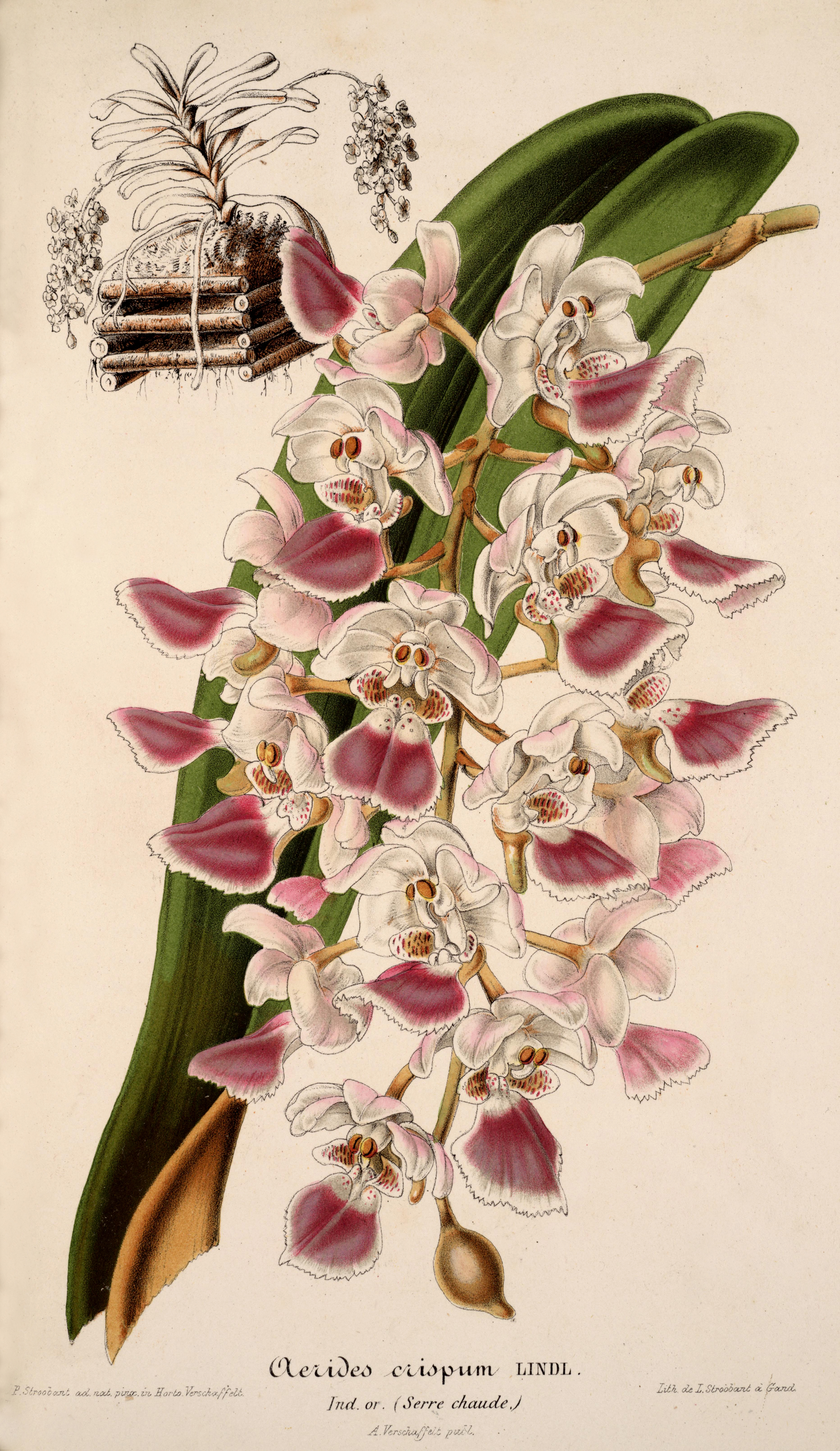